# Santiago, Agusan del Norte
Santiago là một đô thị hạng 4 ở tỉnh Agusan del Norte, Philippines. Theo điều tra dân số năm 2015, đô thị này có dân số 24.200 người trong.

## Các khu phố (barangay)
Santiago được chia thành 8 khu phố (barangay).
- Curva
- Jagupit
- La Paz
- Poblacion I
- San Isidro
- Tagbuyacan
- Estanislao Morgado
- Poblacion II